# Cantonul Arracourt
Cantonul Arracourt este un canton din arondismentul Lunéville, departamentul Meurthe-et-Moselle, regiunea Lorena, Franța.

## Comune
| Comune               | Populație (1999) | Cod poștal | Cod INSEE |
| -------------------- | ---------------- | ---------- | --------- |
| Arracourt            | 234              | 54370      | 54023     |
| Athienville          | 172              | 54370      | 54026     |
| Bathelémont          | 65               | 54370      | 54050     |
| Bezange-la-Grande    | 182              | 54370      | 54071     |
| Bures                | 51               | 54370      | 54106     |
| Coincourt            | 114              | 54370      | 54133     |
| Juvrecourt           | 54               | 54370      | 54285     |
| Mouacourt            | 76               | 54370      | 54388     |
| Parroy               | 198              | 54370      | 54418     |
| Réchicourt-la-Petite | 73               | 54370      | 54446     |
| Xures                | 121              | 54370      | 54601     |